# Anomalie vraie

Diagramme montrant diverses anomalies d'une ellipse. L'anomalie vraie y est notée.

Pour les articles homonymes, voir anomalie.
 (novembre 2024).
Si vous disposez d'ouvrages ou d'articles de référence ou si vous connaissez des sites web de qualité traitant du thème abordé ici, merci de compléter l'article en donnant les références utiles à sa vérifiabilité et en les liant à la section « Notes et références ».
En mécanique céleste, l'anomalie vraie est l'angle entre la direction du périapside et la position courante d'un objet sur son orbite, mesuré au foyer de l'ellipse (le point autour duquel le corps orbite).
Dans le diagramme ci-contre, c'est {\displaystyle \nu }, c'est-à-dire l'angle zsp. L'anomalie vraie correspond, comme son nom le suggère, à un angle existant réellement dans l'orbite d'un corps céleste.

## Notations
L'anomalie vraie est couramment notée {\displaystyle \nu } (lettre nu minuscule de l'alphabet grec), {\displaystyle \theta } (lettre thêta minuscule de l'alphabet grec) ou {\displaystyle f} (lettre F minuscule de l'alphabet latin).

## Définition
L'anomalie vraie est l'angle, en coordonnées polaires, qui définit la position du corps en orbite sur celle-ci.
C'est l'angle entre le vecteur excentricité — vecteur noté {\displaystyle {\vec {e}}}, de norme {\displaystyle \lVert {\vec {e}}\rVert } égale à l'excentricité {\displaystyle e}, de direction parallèle à la ligne des apsides et orienté vers le périapside — et le vecteur position.
Soit une orbite de foyer S et P un point de l'orbite représentant la position du corps à un instant t ; soit un système de coordonnées polaires de pôle S, foyer de l'orbite, et d'axe polaire Sz, la ligne des apsides. Le point P est déterminé par un couple de coordonnées : une coordonnée radiale, appelée rayon et notée r, et une coordonnée angulaire, appelée angle polaire. C'est cet angle polaire qui constitue l'anomalie vraie.

## Valeurs
Par convention, l'anomalie vraie est nulle lorsque l'objet est au périastre.
Lorsque la trajectoire est elliptique, l'anomalie vraie est comprise entre 0° et 360° : {\displaystyle \nu \in [0;360[}.
Lorsque la trajectoire est hyperbolique, l'anomalie vraie est comprise entre les limites -180° et +180° : {\displaystyle \nu \in \;]-180;+180[}.
Lorsque la trajectoire est parabolique, l'anomalie vraie est comprise entre les limites -(180°+ψ) et +(180°-ψ).[Quoi ?]

## Notions connexes: anomalie moyenne et anomalie excentrique
Le calcul de l'évolution temporelle de l'anomalie vraie présente quelques difficultés, aussi peut-on être amené à lui préférer d'autres angles d'où l'on peut déduire celui-ci :
- l'anomalie moyenne, couramment notée {\displaystyle M}, représentant l'angle, en coordonnées cartésiennes, que ferait l'objet en orbite par rapport à la direction de son périapse s'il parcourait une orbite circulaire à vitesse angulaire uniforme (angle zcy) ;
- l'anomalie excentrique, couramment notée {\displaystyle E}, représentant l'angle, en coordonnées cartésiennes, de la projection orthogonale de l'objet en orbite sur le cercle tangent au grand axe de l'ellipse décrivant sa trajectoire vraie (angle zcx).

## Formule
L'anomalie vraie apparaît lorsque l'on décrit la trajectoire suivie par un corps céleste. En supposant que le corps autour duquel il orbite est au centre du système de coordonnées, la relation entre anomalie vraie θ et distance r s'écrit, en coordonnées cylindriques,
{\displaystyle r={\frac {p}{1+e\cos(\theta )}}}
p étant appelé le paramètre de l'ellipse, e étant l'excentricité orbitale (c'est-à-dire le nombre décrivant de combien l'ellipse s'écarte d'un cercle). Le paramètre de l'ellipse est relié au demi grand axe de celle-ci, noté a par la formule usuelle
{\displaystyle p=a(1-e^{2})}
L'évolution temporelle de l'anomalie vraie se détermine alors en prenant compte du fait que l'orbite de l'objet se fait suivant la loi des aires (la seconde loi de Kepler), c'est-à-dire suivant l'équation
{\displaystyle r^{2}{\dot {\theta }}={\rm {Constante}}}
le point sur le {\displaystyle \theta } indiquant sa dérivée temporelle.
Cette formule permet d'établir une relation entre l'anomalie vraie {\displaystyle \theta } et le temps {\displaystyle t}, relation cependant peu commode car en pratique c'est la relation {\displaystyle t(\theta )} que l'on obtient ainsi, et qu'il n'est pas possible d'inverser en une relation {\displaystyle \theta (t)}.